# 半澤良一
半澤 良一（はんざわ りょういち、1920年（大正9年）10月4日 - 1990年（平成2年）12月9日）は、日本の政治家。元千葉県館山市長（4期）。

## 経歴
千葉県出身。旧制千葉県立安房中学校（現・千葉県立安房高等学校）、旧制第一高等学校を経て、1942年東京帝国大学法学部政治学科に入る。翌年学徒動員で兵役に就く。1944年に大学を卒業。1946年復員と同時に帰郷し、家業の酒造会社を継いだ。1961年館山市教育委員、1968年千葉県教育委員、1972年館山市商工会議所会頭となる。
1974年館山市長選挙に保守系無所属で立候補し、当選。4期務める。就任当初、館山市は財政赤字で、財政改革を断行し、市の財政を黒字に転換した。市長在職中は教育、文化、市民福祉、観光などに力を入れた。教育部門では保育所の開園、幼稚園や小中学校の新築や改築を施行した。館山市は「福祉都市宣言」に基づき、特別養護老人ホームや福祉作業所を開設した。館山市を南房総の中心都市へと大きく発展させた。
1990年の市長選挙には不出馬。4期目の任期満了目前の12月9日に膵臓がんのため館山市内の病院で死去した。
マキャベリの『君主論』やマックス・ウェーバーの『職業としての政治』を愛読し、「インテリ市長」と呼ばれた。